# إليشا وارد
إليشا وارد (بالإنجليزية: Elisha Ward)‏ هو قاضي ومحامي وسياسي أمريكي، ولد في 20 يونيو 1804، وتوفي في 25 يناير 1860. انتخب عضو جمعية ولاية نيويورك وانتخب عضو مجلس ولاية نيويورك.